# FIVB Beach Volleyball World Tour 2014
FIVB Beach Volleyball World Tour 2014 var den 26:e upplagan av den professionella tävlingsserien i beachvolley, som arrangeras av FIVB. Tävlingsserien pågick april till december 2014 och bestod av 10 Grand Slams and 10 öppna turneringar. Serien innebar en återkomst för de öppna turneringarna.
Tävlingen i Phuket ställdes in p.g.a. politiska oroligheter. Tävlingarna i Réunion och Chennai ställdes också in. 

## Spelkalender
Legend
| Grand Slam      |
| Öppen turnering |

### Damer
| Turnering                                                                        | Mästare                                                               | Tvåa                                                       | Trea                                                                      | Fyra                                                       |
| -------------------------------------------------------------------------------- | --------------------------------------------------------------------- | ---------------------------------------------------------- | ------------------------------------------------------------------------- | ---------------------------------------------------------- |
| Fuzhou Open Fuzhou, Kina 23 – 27 april                                           | April Ross (USA) · Kerri Walsh Jennings (USA) · 21–11, 21–18          | Maria Antonelli (BRA) · Juliana Silva (BRA)                | Xue Chen (CHN) · Xia Xinyi (CHN) · 21–19, 21–18                           | Maria Clara Salgado (BRA) · Carolina Solberg Salgado (BRA) |
| Shanghai PPTV Grand Slam Shanghai, Kina 30 april – 4 maj                         | Laura Ludwig (GER) · Kira Walkenhorst (GER) · 23–21, 19–21, 15–9      | Wang Fan (CHN) · Yue Yuan (CHN)                            | Agatha Bednarczuk (BRA) · Bárbara Seixas (BRA) · 21–17, 21–14             | Talita Antunes (BRA) · Taiana Lima (BRA)                   |
| Puerto Vallarta Open Puerto Vallarta, Mexiko 7 – 11 maj                          | Agatha Bednarczuk (BRA) · Bárbara Seixas (BRA) · 21–19, 21–18         | Maria Antonelli (BRA) · Juliana Silva (BRA)                | Xue Chen (CHN) · Xia Xinyi (CHN) · 21–12, 18–21, 15–13                    | Chantal Laboureur (GER) · Julia Sude (GER)                 |
| Prague Open Prag, Tjeckien 21 – 25 maj                                           | Kristýna Kolocová (CZE) · Markéta Sluková (CZE) · 21–18, 16–21, 15–12 | Katrin Holtwick (GER) · Ilka Semmler (GER)                 | Laura Ludwig (GER) · Kira Walkenhorst (GER) · 21–18, 17–21, 15–5          | Doris Schwaiger (AUT) · Stefanie Schwaiger (AUT)           |
| Anapa Open Anapa, Ryssland 27 – 31 maj                                           | Victoria Bieneck (GER) · Julia Großner (GER) · 22–20, 21–19           | Ekaterina Syrtseva (RUS) · Alexandra Moiseeva (RUS)        | Evgenia Ukolova (RUS) · Maria Prokopeva (RUS) · 21–19, 23–21              | Ángela Lobato (ESP) · Paula Soria (ESP)                    |
| Moscow Grand Slam Moskva, Ryssland 11 – 15 juni                                  | April Ross (USA) · Kerri Walsh Jennings (USA) · 21–17, 22–24, 15–13   | Talita Antunes (BRA) · Taiana Lima (BRA)                   | Madelein Meppelink (NED) · Marleen van Iersel (NED) · 21–19, 18–21, 15–12 | Liliana Fernández (ESP) · Elsa Baquerizo (ESP)             |
| Berlin smart Grand Slam Berlin, Tyskland 17 – 22 juni                            | Kristýna Kolocová (CZE) · Markéta Sluková (CZE) · 21–14, 18–21, 15–12 | Maria Antonelli (BRA) · Juliana Silva (BRA)                | Karla Borger (GER) · Britta Büthe (GER) · 21–10, 21-19                    | Wang Fan (CHN) · Yue Yuan (CHN)                            |
| Stavanger Grand Slam Stavanger, Norge 24 – 28 juni                               | April Ross (USA) · Kerri Walsh Jennings (USA) · 21–12, 21–15          | Liliana Fernández (ESP) · Elsa Baquerizo (ESP)             | Natália Dubovcová (SVK) · Dominika Nestarcová (SVK) · 21–19, 16–21, 15–12 | Madelein Meppelink (NED) · Marleen van Iersel (NED)        |
| Gstaad Grand Slam Gstaad, Schweiz 8 – 13 juli                                    | Katrin Holtwick (GER) · Ilka Semmler (GER) · 24–22, 21–16             | Karla Borger (GER) · Britta Büthe (GER)                    | Kristýna Kolocová (CZE) · Markéta Sluková (CZE) · 27–25, 21–19            | Maria Antonelli (BRA) · Juliana Silva (BRA)                |
| The Hague Transavia Grand Slam Haag, Nederländerna 15 – 20 juli                  | Taiana Lima (BRA) · Fernanda Alves (BRA) · 21–16, 16–21, 15–12        | Katrin Holtwick (GER) · Ilka Semmler (GER)                 | Maria Antonelli (BRA) · Juliana Silva (BRA) · 21–13, 21–14                | Kristýna Kolocová (CZE) · Markéta Sluková (CZE)            |
| ASICS World Series of Beach Volleyball Long Beach, Kalifornien, USA 22 – 27 juli | April Ross (USA) · Kerri Walsh Jennings (USA) · 21–17, 21–17          | Agatha Bednarczuk (BRA) · Bárbara Seixas (BRA)             | Natália Dubovcová (SVK) · Dominika Nestarcová (SVK) · 21–19, 12–21, 15–13 | Liliana Fernández (ESP) · Elsa Baquerizo (ESP)             |
| Klagenfurt A1 Grand Slam Klagenfurt, Österrike 29 juli – 2 augusti               | Larissa França (BRA) · Talita Antunes (BRA) · 22–20, 21–19            | Maria Antonelli (BRA) · Juliana Silva (BRA)                | Agatha Bednarczuk (BRA) · Bárbara Seixas (BRA) · 21–18, 21–18             | Marta Menegatti (ITA) · Viktoria Orsi Toth (ITA)           |
| Stare Jablonki Grand Slam Stare Jabłonki, Polen 19 – 23 augusti                  | Larissa França (BRA) · Talita Antunes (BRA) · 21–14, 19–21, 16–14     | Laura Ludwig (GER) · Julia Sude (GER)                      | Katrin Holtwick (GER) · Ilka Semmler (GER) · 21–17, 21–16                 | Taiana Lima (BRA) · Fernanda Alves (BRA)                   |
| São Paulo Grand Slam São Paulo, Brasilien 23 – 28 september                      | Larissa França (BRA) · Talita Antunes (BRA) · 18–21, 23–21, 21–19     | Marta Menegatti (ITA) · Viktoria Orsi Toth (ITA)           | Madelein Meppelink (NED) · Marleen van Iersel (NED) · 21–15, 21–14        | Maria Clara Salgado (BRA) · Carolina Solberg Salgado (BRA) |
| Xiamen Open Xiamen, Kina 8 – 12 oktober                                          | Maria Antonelli (BRA) · Juliana Silva (BRA) · 20–22, 21–17, 15–13     | Wang Fan (CHN) · Yue Yuan (CHN)                            | Tealle Hunkus (USA) · Kendra Vanzwieten (USA) · 21–12, 21–15              | Vassiliki Arvaniti (GRE) · Maria Tsiartsiani (GRE)         |
| Paraná Open Paraná, Argentina 28 oktober – 1 november                            | Larissa França (BRA) · Talita Antunes (BRA) · 21–16, 21–17            | Maria Clara Salgado (BRA) · Carolina Solberg Salgado (BRA) | Liliane Maestrini (BRA) · Rebecca Silva (BRA) · 21–8, 21–16               | Irene Hester (USA) · Caitlin Ledoux (USA)                  |
| Mangaung Open Mangaung, Sydafrika 9 – 14 december                                | Martina Bonnerová (CZE) · Barbora Hermannová (CZE) · 21–15, 21–17     | Takemi Nishibori (JPN) · Sayaka Mizoe (JPN)                | Evgenia Ukolova (RUS) · Maria Prokopeva (RUS) · 21–17, 20–22, 15–12       | Lane Carico (USA) · Kimberly Dicello (USA)                 |

### Herrar
| Turnering                                                                        | Mästare                                                                       | Tvåa                                                    | Trea                                                                   | Fyra                                                  |
| -------------------------------------------------------------------------------- | ----------------------------------------------------------------------------- | ------------------------------------------------------- | ---------------------------------------------------------------------- | ----------------------------------------------------- |
| Fuzhou Open Fuzhou, Kina 22 – 26 april                                           | Paolo Nicolai (ITA) · Daniele Lupo (ITA) · 21–17, 16–21, 15–13                | Alison Cerutti (BRA) · Bruno Oscar Schmidt (BRA)        | Jon Stiekema (NED) · Christiaan Varenhorst (NED) · 17–21, 26–24, 16–14 | Aleksandrs Samoilovs (LAT) · Jānis Šmēdiņš (LAT)      |
| Shanghai PPTV Grand Slam Shanghai, Kina 29 april – 3 maj                         | Paolo Nicolai (ITA) · Daniele Lupo (ITA) · 24–26, 21–18, 15–12                | Aleksandrs Samoilovs (LAT) · Jānis Šmēdiņš (LAT)        | Jonathan Erdmann (GER) · Kay Matysik (GER) · 15–21, 21–19, 15–10       | Emanuel Rego (BRA) · Pedro Solberg Salgado (BRA)      |
| Puerto Vallarta Open Puerto Vallarta, Mexiko 6 – 10 maj                          | Aleksandrs Samoilovs (LAT) · Jānis Šmēdiņš (LAT) · 21–19, 21–15               | Paolo Ingrosso (ITA) · Matteo Ingrosso (ITA)            | Juan Virgen (MEX) · Lombardo Ontiveros (MEX) · 21–16, 18–21, 21–19     | Finn Dittelbach (GER) · Eric Koreng (GER)             |
| Anapa Open Anapa, Ryssland 28 maj – 1 juni                                       | Mārtiņš Pļaviņš (LAT) · Aleksandrs Solovejs (LAT) · 21–16, 24–26, 15–13       | Konstantin Semenov (RUS) · Viacheslav Krasilnikov (RUS) | Philip Gabathuler (SUI) · Mirco Gerson (SUI) · 16–21, 21–17, 16–14     | Sébastien Chevallier (SUI) · Alexei Strasser (SUI)    |
| Moscow Grand Slam Moskva, Ryssland 11 – 15 juni                                  | Konstantin Semenov (RUS) · Viacheslav Krasilnikov (RUS) · 23–21, 21–17        | Grzegorz Fijałek (POL) · Mariusz Prudel (POL)           | Phil Dalhausser (USA) · Sean Rosenthal (USA) · 21–19, 15–21, 15–11     | Paolo Nicolai (ITA) · Daniele Lupo (ITA)              |
| Berlin smart Grand Slam Berlin, Tyskland 18 – 22 juni                            | John Hyden (USA) · Tri Bourne (USA) · 21–17, 21–11                            | Ryan Doherty (USA) · Nicholas Lucena (USA)              | Alison Cerutti (BRA) · Bruno Oscar Schmidt (BRA) · 21–13, 21–12        | Emanuel Rego (BRA) · Pedro Solberg Salgado (BRA)      |
| Stavanger Grand Slam Stavanger, Norge 25 – 29 juni                               | Phil Dalhausser (USA) · Sean Rosenthal (USA) · 21–16, 21–16                   | Ricardo Santos (BRA) · Álvaro Morais Filho (BRA)        | Philip Gabathuler (SUI) · Mirco Gerson (SUI) · 28–30, 21–19, 15–9      | Alexey Sidorenko (KAZ) · Alexandr Dyachenko (KAZ)     |
| Gstaad Grand Slam Gstaad, Schweiz 9 – 13 juli                                    | Phil Dalhausser (USA) · Sean Rosenthal (USA) · 21–17, 21–17                   | Alison Cerutti (BRA) · Bruno Oscar Schmidt (BRA)        | Ryan Doherty (USA) · Nicholas Lucena (USA) · 21–19, 21–16              | Jonathan Erdmann (GER) · Kay Matysik (GER)            |
| The Hague Transavia Grand Slam Haag, Nederländerna 15 – 20 juli                  | Grzegorz Fijałek (POL) · Mariusz Prudel (POL) · 21–18, 13–21, 15–13           | Phil Dalhausser (USA) · Sean Rosenthal (USA)            | Emanuel Rego (BRA) · Pedro Solberg Salgado (BRA) · 12–21, 21–16, 15–11 | Alison Cerutti (BRA) · Bruno Oscar Schmidt (BRA)      |
| ASICS World Series of Beach Volleyball Long Beach, Kalifornien, USA 22 – 27 juli | Phil Dalhausser (USA) · Sean Rosenthal (USA) · 22–24, 21–17, 15–9             | Grzegorz Fijałek (POL) · Mariusz Prudel (POL)           | Todd Rogers (USA) · Theo Brunner (USA) · 21–17, 18–21, 15–12           | Alexander Walkenhorst (GER) · Stefan Windscheif (GER) |
| Klagenfurt A1 Grand Slam Klagenfurt, Österrike 30 juli – 3 augusti               | Alison Cerutti (BRA) · Bruno Oscar Schmidt (BRA) · 21–14, 21–17               | Paolo Nicolai (ITA) · Daniele Lupo (ITA)                | Isaac Kapa (AUS) · Christopher McHugh (AUS) · 24–22, 21–17             | Aleksandrs Samoilovs (LAT) · Jānis Šmēdiņš (LAT)      |
| Stare Jablonki Grand Slam Stare Jabłonki, Polen 20 – 24 augusti                  | Pedro Solberg Salgado (BRA) · Álvaro Morais Filho (BRA) · 15–21, 21–17, 15–12 | Aleksandrs Samoilovs (LAT) · Jānis Šmēdiņš (LAT)        | Jake Gibb (USA) · Casey Patterson (USA) · 23–21, 21–18                 | Clemens Doppler (AUT) · Alexander Horst (AUT)         |
| São Paulo Grand Slam São Paulo, Brasilien 23 – 28 september                      | Reinder Nummerdor (NED) · Christiaan Varenhorst (NED) · 21–17, 21–13          | Ricardo Santos (BRA) · Emanuel Rego (BRA)               | Bartosz Łosiak (POL) · Piotr Kantor (POL) · 21–19, 18–21, 15–12        | Josh Binstock (CAN) · Sam Schachter (CAN)             |
| Xiamen Open Xiamen, Kina 7 – 11 oktober                                          | Youssef Krou (FRA) · Édouard Rowlandson (FRA) · 22–20, 19–21, 15–12           | Francisco Alfredo Marco (ESP) · Christian García (ESP)  | Nikita Liamin (RUS) · Dmitri Barsouk (RUS) · 21–18, 21–15              | Theo Brunner (USA) · John majer (USA)                 |
| Paraná Open Paraná, Argentina 29 oktober – 2 november                            | Josh Binstock (CAN) · Sam Schachter (CAN) · 21–14, 21–12                      | Esteban Grimalt (CHI) · Marco Grimalt (CHI)             | Chaim Schalk (CAN) · Ben Saxton (CAN) · 21–15, 21–10                   | Sebastian Fuchs (GER) · Thomas Kaczmarek (GER)        |
| Doha Open Doha, Qatar 4 – 8 november                                             | Tim Holler (GER) · Jonas Schröder (GER) · 21–18, 21–13                        | Josh Binstock (CAN) · Sam Schachter (CAN)               | Youssef Krou (FRA) · Édouard Rowlandson (FRA) · 21–15, 21–15           | Ruslan Bykanov (RUS) · Sergey Prokopyev (RUS)         |
| Mangaung Open Mangaung, Sydafrika 9 – 14 december                                | Reinder Nummerdor (NED) · Christiaan Varenhorst (NED) · 21–18, 21–18          | Esteban Grimalt (CHI) · Marco Grimalt (CHI)             | Youssef Krou (FRA) · Édouard Rowlandson (FRA) · 21–16, 21–17           | Sebastian Fuchs (GER) · Thomas Kaczmarek (GER)        |

## Medaljliga efter land
| Nr                   | Nation               | Guld | Silver | Brons | Totalt |
| -------------------- | -------------------- | ---- | ------ | ----- | ------ |
| 1                    | Brasilien (BRA)      | 9    | 11     | 6     | 26     |
| 2                    | USA (USA)            | 8    | 2      | 5     | 15     |
| 3                    | Tyskland (GER)       | 4    | 4      | 4     | 12     |
| 4                    | Tjeckien (CZE)       | 3    | 0      | 1     | 4      |
| 5                    | Italien (ITA)        | 2    | 3      | 0     | 5      |
| 6                    | Lettland (LAT)       | 2    | 2      | 0     | 4      |
| 7                    | Nederländerna (NED)  | 2    | 0      | 3     | 5      |
| 8                    | Ryssland (RUS)       | 1    | 2      | 3     | 6      |
| 9                    | Polen (POL)          | 1    | 2      | 1     | 4      |
| 10                   | Kanada (CAN)         | 1    | 1      | 1     | 3      |
| 11                   | Frankrike (FRA)      | 1    | 0      | 2     | 3      |
| 12                   | Kina (CHN)           | 0    | 2      | 2     | 4      |
| 13                   | Chile (CHI)          | 0    | 2      | 0     | 2      |
| 13                   | Spanien (ESP)        | 0    | 2      | 0     | 2      |
| 15                   | Japan (JPN)          | 0    | 1      | 0     | 1      |
| 16                   | Schweiz (SUI)        | 0    | 0      | 2     | 2      |
| 16                   | Slovakien (SVK)      | 0    | 0      | 2     | 2      |
| 18                   | Australien (AUS)     | 0    | 0      | 1     | 1      |
| 18                   | Mexiko (MEX)         | 0    | 0      | 1     | 1      |
| Totalt (19 nationer) | Totalt (19 nationer) | 34   | 34     | 34    | 102    |